# Danaé (Titien, Madrid)
Pour les articles homonymes, voir Danaé (homonymie).
Danaé est une peinture à l'huile sur toile de 129 × 180 cm réalisée en 1553 par le peintre italien Titien et conservée au musée du Prado à Madrid.
Au fil des ans, Titien a peint plusieurs versions du mythe de Danaé : celle-ci est la deuxième, et diffère de la première, conservée au Musée de Capodimonte à Naples, sur plusieurs détails.

## Histoire
Les modèles de Danaé sont la Léda perdue de Michel-Ange, que Titien connaissait certainement, puis, toujours de Michel-Ange, La Nuit, une sculpture qui fait partie du groupe exécuté pour le tombeau de Julien de Médicis à Florence. La posture de la statue et du tableau est en effet très similaire, le buste étant placé de face et les jambes de profil.

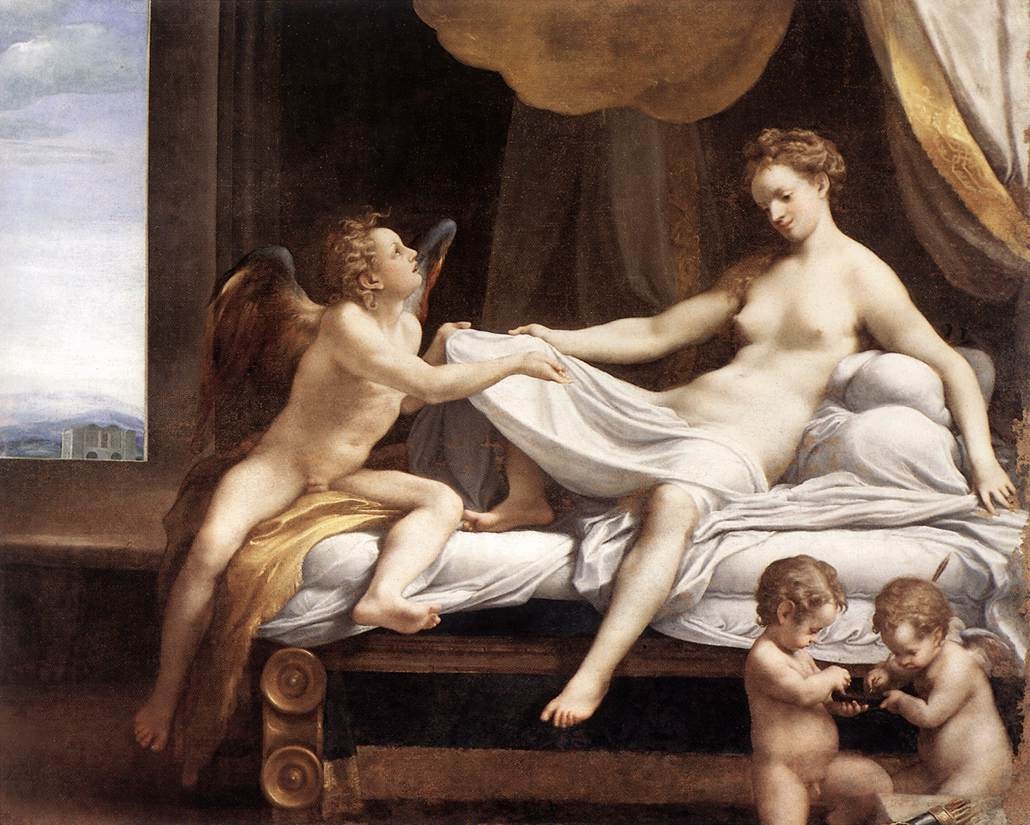
Le Corrège, Danaé, 1531, Huile sur toile,, Rome, Galerie Borghèse.

De nombreux autres modèles peuvent être cités, depuis ceux issus de sa propre production (par exemple, la Vénus d'Urbin ou le nu de La Bacchanale des Andriens), jusqu'à ceux de ses maîtres (la Vénus de Dresde de Giorgione ou le Mercure du Festin des dieux de Bellini), en passant par ceux de ses contemporains (la Danaé du Corrège).
Plus tard on retrouve le même thème chez Rembrandt, Van Dyck et puis chez Klimt.
Le thème, par ailleurs, est populaire et offre une nouvelle occasion de s'engager dans le nu féminin. À cet égard, Titien a remporté un énorme succès. La première Danaé, celle qui a été peinte à Rome et qui se trouve maintenant à Naples, a tellement plu que, sur ce modèle, et en variant légèrement certains détails, l'artiste a réussi à obtenir pas moins de six versions différentes.
Celle du Musée du Prado est la deuxième dans l'ordre chronologique : elle a été réalisée par Titien sur commande de Philippe II, roi d'Espagne  qui, à l'occasion de son mariage avec Marie Ire le 25 juillet 1554, souhaitait disposer d'une loge décorée d'œuvres du peintre. À cette fin, l'artiste avait déjà réalisé Vénus et Adonis.

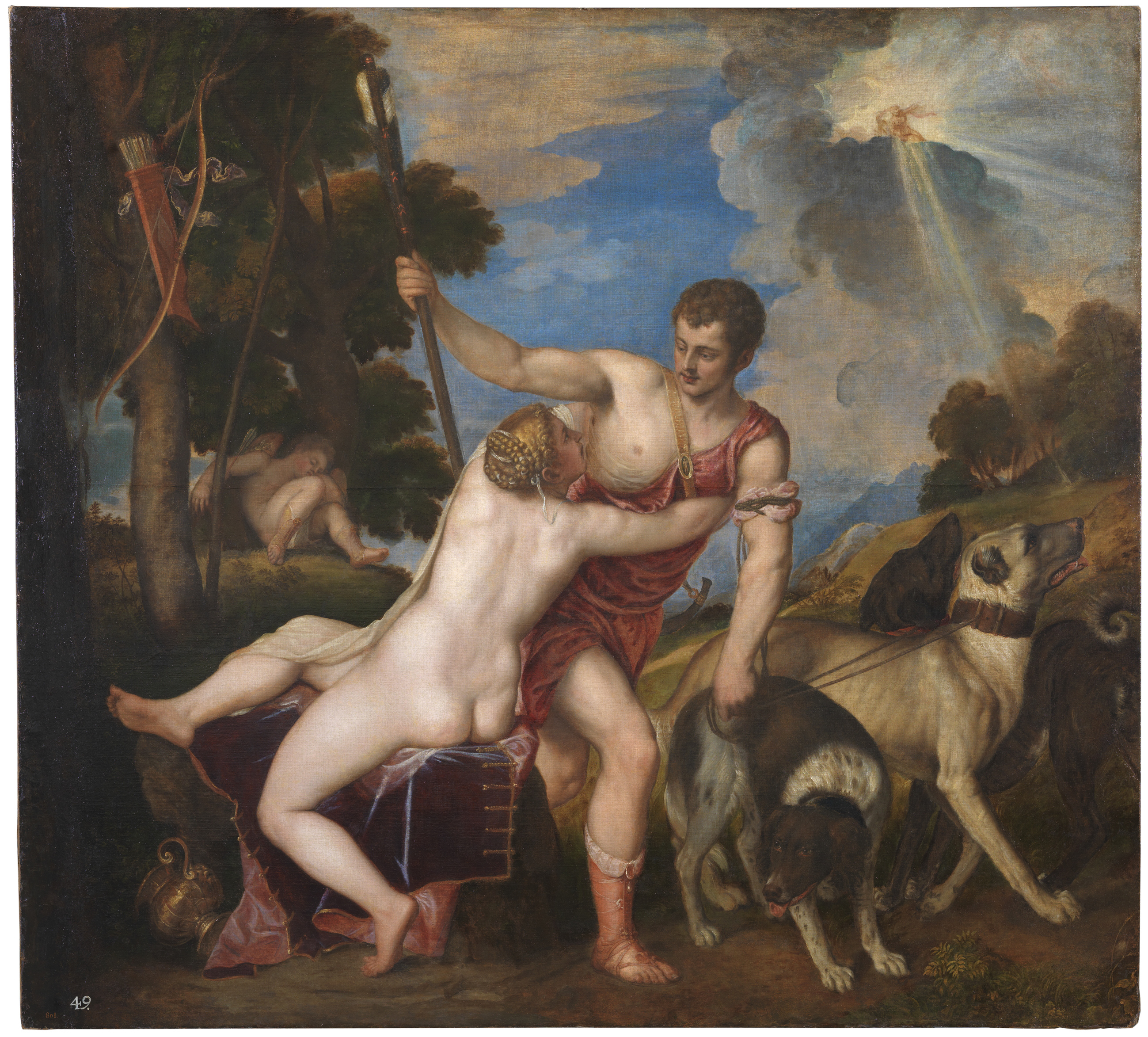
Titien, Vénus et Adonis, 1554, Huile sur toile, 186 × 207, Madrid, Musée du Prado.

À partir de cette année 1554, en effet, et jusqu'à sa mort en 1576, Titien a réalisé pour Philippe II, roi d'Espagne une série d'œuvres sur des sujets mythologiques, les « poèmes » : outre les œuvres susmentionnées, le groupe comprend également les œuvres : Diane et Actéon, et Diane et Callisto.

## Description
Le sujet représente le mythe de Danaé, qui avait été emprisonnée par son père Acrisios, le roi d'Argos, lorsqu'elle fut enlevée par Zeus et approchée sous la forme d'une pluie d'or. La figure centrale est allongée sur le lit, les jambes repliées. À sa droite se trouve un petit chien, réputé être un attribut de la courtisane. À droite se trouve une servante dont le dos sombre contraste avec la blancheur de Danaé ; de même, il y a une nette opposition entre son visage âgé et la jeunesse de la princesse d'Argos. Cette servante recueille avec un tablier les pépites d'or qui tombent sous forme de pluie dorée des nuages orageux qui dominent le centre de la partie supérieure.
Ces figures sont situées dans un espace indéfini, ni extérieur ni intérieur ; on aperçoit les rideaux et les nuages à l'arrière-plan.
L'influence de Giorgione est perceptible dans cette œuvre dans la position du nu, mais le coup de pinceau est beaucoup plus libre, presque impressionniste.
Les différences les plus significatives entre cette version et celle de Capodimonte précisent mieux la signification du mythe selon Titien :
- la nourrice à la place de Cupidon : la femme n'est pas mentionnée dans les sources littéraires du mythe ; elle est la gardienne de la tour où la princesse est enfermée (les clés sont bien visibles). Elle symbolise l'Avarice et la Folie : alors que Danaé accueille son amant sous la forme d'une pluie d'or, la nourrice s'attache à ramasser les pièces d'or ;
- la nudité complète de Danaé ;
- la manifestation de Jupiter sous forme de tonnerre, d'explosion ;
- la présence d'un petit chien.

La composition est baignée dans une atmosphère rougeâtre sur le corps de la femme et aussi sur la pluie. De l'optimisme qui caractérisait les premières interprétations du mythe (œuvre bienfaisante des dieux), Titien développe une orientation plus pessimiste : les dieux, prouvera-t-il avec les autres « poèmes » et les chefs-d'œuvre de sa vieillesse, ne valent pas mieux que les hommes, et leur rencontre se solde souvent par la défaite et le désespoir de l'homme.

## Autres versions

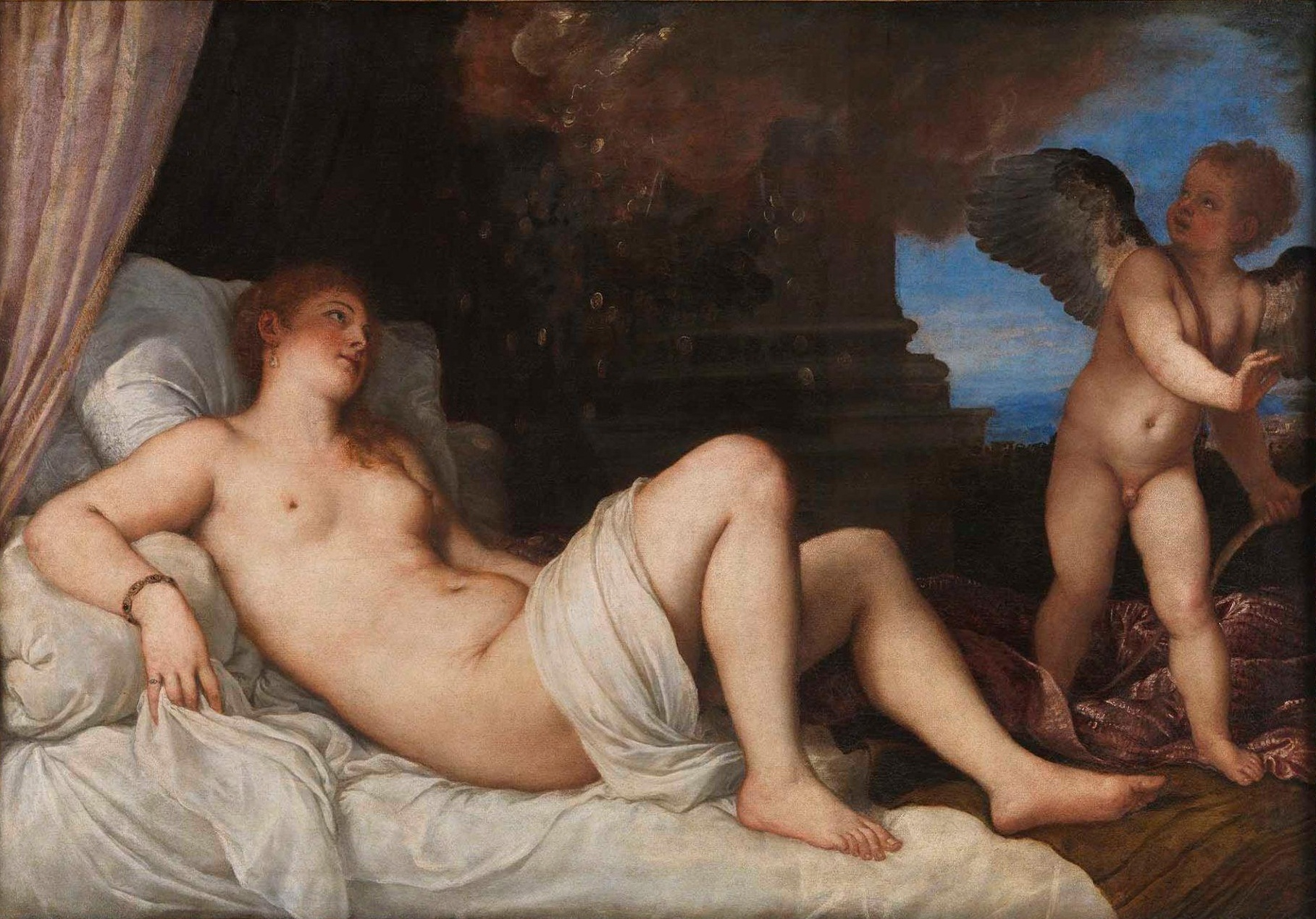
1545, Naples, Musée de Capodimonte.
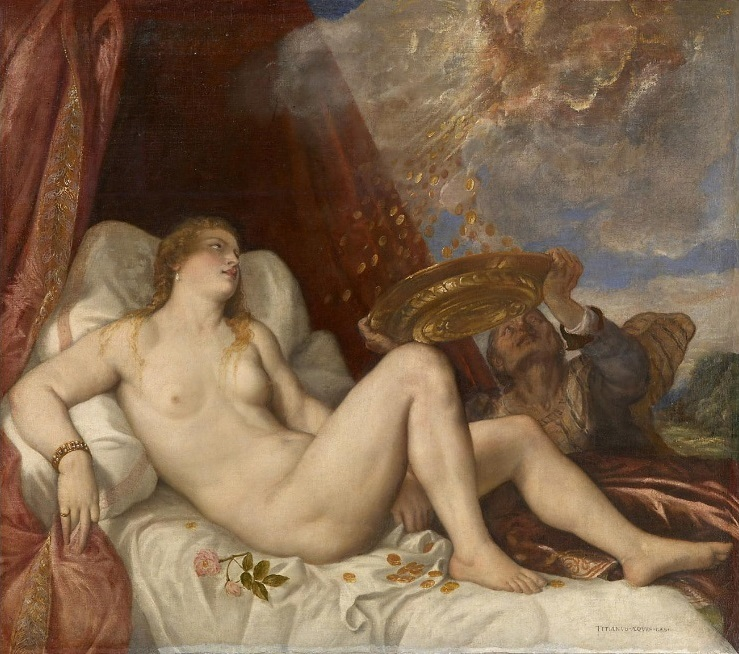
1554,  Vienne, Kunsthistorisches Museum.
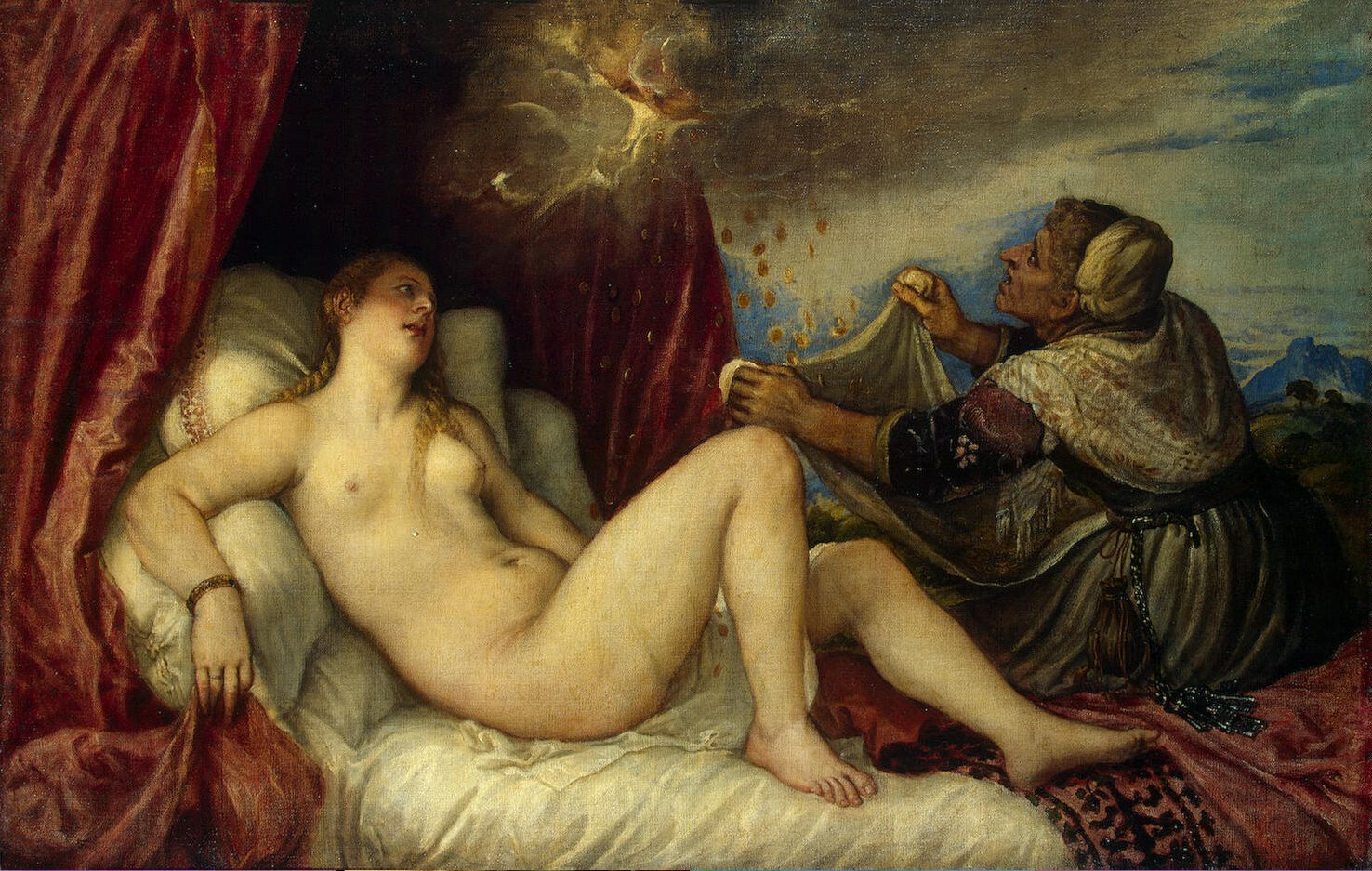
Version de 1554, Saint-Pétersbourg, musée de l'Ermitage.

Et encore :
- Danaé, New York, Collection Gollovin.
- Danae, New York, Collection Hickox.